# Artemia salina
L’Artemia salina (Linnaeus, 1758), comunemente noto come scimmia di mare (in inglese sea-monkey), è un piccolo crostaceo d'acqua salata appartenente al genere Artemia, unico genere della famiglia Artemiidae.
È una specie cosmopolita, che ha sviluppato adattamenti a condizioni di vita estreme che le consentono di colonizzare ambienti ostili quali le pozze delle saline, caratterizzate da alta salinità e da periodica evaporazione dell'acqua.
L'essiccamento delle pozze in cui vive è superato grazie alla deposizione di uova durature (cisti), in grado di rimanere in uno stato di quiescenza (criptobiosi) per lunghi periodi - vari anni - fino a quando non si ripresentano condizioni favorevoli al loro sviluppo.
Per via della sua fisiologia è diventato un animale totemico di popoli aborigeni australiani che l'hanno osservato in prossimità del Lago Hillier. La sua capacità di sopravvivere in ambienti fortemente salini e inabitabili dalla maggior parte delle specie animali ha certamente contribuito a farne un emblema di forza e resistenza alle avversità ma, allo stesso tempo, di armonia ed equilibrio in quanto simboleggia come ciascun essere vivente trovi un ruolo all'interno dell'ecosistema.

## Riproduzione
L'Artemia salina si riproduce, in condizioni normali, per via anfigonica, in acqua; quando la salinità dell'acqua supera una certa soglia (identificabile intorno al 40 per mille), la riproduzione avviene per via partenogenetica, con uova incistate criptobiotiche protette da un guscio isostatico rinforzato, mentre al di sotto di tale indice di salinità avviene per via sessuale. In casi di emergenza riproduttiva la progenie viene generata per via asessuata. I piccoli nati di Artemia (detti nauplii), di modeste dimensioni (0.5 mm), possono vivere grazie al sacco vitellino ricco di lipidi, fino a 48 ore senza ulteriore nutrimento.
La riproduzione per via partenogenetica in cisti dormienti è un espediente evolutivo che viene attuato in previsione del prosciugamento delle pozze in cui in natura prospera l'Artemia: la progressiva evaporazione dell'acqua provoca infatti una crescente concentrazione di sali, nel loro ambiente, che funzionano da scatenante per la riproduzione conservativa per mezzo di cisti in stasi.

## Metabolismo
Generalmente l'Artemia salina si nutre di fitoplancton e batteri, in pratica di ogni biotipo tra 1 e 50 micron.
Ogni soggetto può vivere circa 700 giorni e genera, nel corso della sua esistenza, 300-400 nauplii.
Sopravvive nell'intervallo termico tra 5 ed i 40 °C ed indifferentemente in acque da quasi dolci a salate; si riproduce solo tra 20 e 35 °C, in acque salate tra il 30 ed il 50 per mille.

## Acquariofilia
L'Artemia salina è frequentemente utilizzata come alimento per i pesci d'acquario e a questo scopo spesso viene allevata dagli acquariofili.

In campo acquariofilo sono maggiormente usati i naupli di Artemia, ovvero le uova appena schiuse, proprio per la loro facilità di utilizzo e per le ridotte dimensioni, oltre che per la loro grande carica proteica, grazie al sacco vitellino che si portano per le prime 30-39 ore della loro vita, per poi essere assorbito dall'animale stesso come fonte energetica di crescita (sono adatte per alimentare avannotti e coralli a polipo piccolo).
Questi animali hanno subìto anche una vera e propria commercializzazione industrializzata negli Stati Uniti a partire dai '70. Vengono vendute in piccoli acquari insieme alle uova ed a sali marini in modo da permettere alla persona di farle nascere e nutrirle.

## Nella cultura di massa
- Il romanzo horror per ragazzi L'invasione delle scimmie acquatiche (scritto dal celebre scrittore R.L. Stine e appartenente alla serie La strada della paura, da non confondere con l'omonimo film di Charlie Chaplin) è incentrato proprio sulle artemie saline: nel romanzo un ragazzo ordina le uova delle piccole creature (chiamate nella storia semplicemente scimmie acquatiche) per posta e si serve dell'acqua del lago di Fear Street (un lago che si scoprirà essere maledetto) per farle schiudere. Le conseguenze saranno spaventose: le artemie nasceranno e cresceranno, ma una di loro cresce a dismisura assumendo le sembianze di una vera e propria scimmia, che finirà per divorare le sue compagne, e diventerà sempre più aggressiva, arrivando, alla fine del romanzo, anche ad attentare alla vita del protagonista.
- Di "scimmie di mare" tratta pure il settimo episodio della sesta stagione di South Park (dal titolo I Simpson l'hanno già fatto) dove, per l'immissione di sperma umano nell'acqua del loro acquario, le artemie si evolvono e fondano una civiltà, che avanza fino al punto di autodistruggersi, mentre la maestra muore dopo aver bevuto un bicchiere contenente i protozoi, parola che i bambini scambiano per spermatozoi dopo che si scopre in seguito ad autopsia che nel corpo della maestra erano presenti degli spermatozoi; "Chef", preoccupato che i bambini avessero ucciso la maestra dopo averla violentata, progetta per loro una fuga in Messico. Alla fine l'equivoco sarà risolto.
- Le "scimmie di mare" appaiono in un cameo in Pets - Vita da animali, dove menzionano la loro commercializzazione fraudolenta, motivo per cui sono entrate a far parte degli Sciacquonati.

## Commercializzazione
Soprattutto in Italia negli anni settanta, le uova di Artemia salina erano spesso vendute come giocattoli tramite posta, dapprima dall'azienda di importazione milanese Same Govj e successivamente dalla Sans Egal di Roma, attraverso pubblicità su pubblicazioni ad ampia diffusione, spesso mirate ai bambini, che le presentavano come "scimmie di mare", spesso con disegni e descrizioni accattivanti che portarono alla consapevolezza del fatto che si trattasse di esseri viventi in grado di giocare e scherzare fra loro. L'allevamento domestico della Artemia salina resta un fenomeno molto popolare negli Stati Uniti.